# Fidel Sánchez Hernández
Fidel Sánchez Hernández (ur. 7 lipca 1917 w El Divisadero, zm. 28 lutego 2003) – salwadorski polityk, generał i prezydent Salwadoru w latach 1967–1972.
Przed objęciem prezydentury Sánchez Hernández służył jako generał w Salwadorze, przez krótki czas pełniąc funkcję wojskowego attaché w Waszyngtonie i Paryżu. W 1962 prezydent Julio Adalberto Rivera wyznaczył go na ministra spraw wewnętrznych. Sánchez Hernández pełnił tę funkcję do 1967, gdy zastąpił na urzędzie Riverę. Kontynuował postępowy program swojego poprzednika i stworzył rząd złożony głównie z cywili.
W lipcu 1969 doprowadził do krótkiej, ale brutalnej wojny futbolowej przeciwko Hondurasowi. W wyniku działań zbrojnych znaczna część terytorium sąsiada znalazła się pod okupacją, jednak na mocy porozumienia o zawieszeniu broni, zaaranżowanego dzięki interwencji Organizacji Państw Amerykańskich, Sánchez Hernández zgodził się na wycofanie wojsk pomimo oporu wielu swoich oficerów. Konflikt doprowadził do wielu problemów ekonomicznych w Salwadorze, m.in. z powodu uchodźców z Hondurasu oraz blokady honduraskich szlaków handlowych.
W nocy 28 lutego 2003 zmarł na zawał serca w drodze do szpitala wojskowego.